# Ca' Biondetti

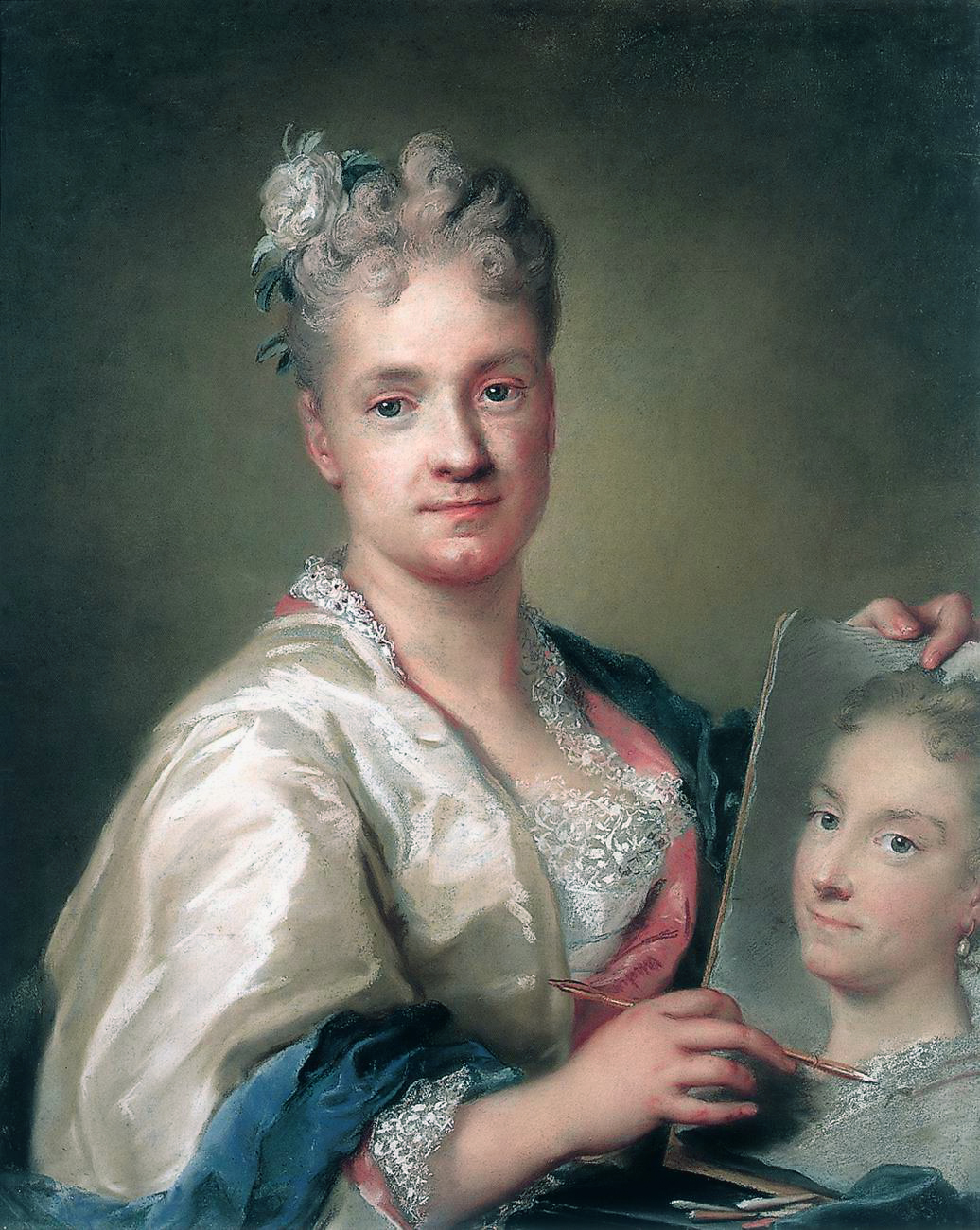
Rosalba Carriera

Ca' Biondetti és un edifici civil situat a la ciutat de Venècia al districte de Dorsoduro, amb vistes al Gran Canal entre el Palaus Da Mula Morosini e Centani Morosini i el Palau Venier dei Leoni. Va ser conegut per ser la llar de la famosa pintora Rosalba Carriera.

## Història
L'edifici, habitat durant molt de temps per la família Biondetti, es va convertir en la residència de la retratista del segle XVIII Rosalba Carriera, coneguda per la precisió del seu toc i la magnificència dels seus colors.

## Arquitectura
L'arquitectura no presenta cap element particularment destacable: l'edifici apareix com la suma de dos cossos connectats i per aquest motiu es caracteritza per dues portes d'aigua. A la primera planta hi ha dos balcons mentre que una torre de guaita s'eleva sobre la teulada de l'edifici.
A la part posterior hi ha un gran jardí, adjacent al del Palau Venier dei Leoni, que té una font circular al centre.